# Sofi Richero
Sofi Richero (Montevideo, 3 de febrero de 1973) es una periodista y escritora uruguaya.

## Vida
Estudió la Licenciatura en Letras en la Facultad de Humanidades y Ciencias de la Educación de la Universidad de la República. Ejerce el periodismo cultural desde 1996 en el diario La República.
Posteriormente, fue periodista en la redacción de la Revista Posdata hasta 1998. A partir de 1999 forma parte del equipo de colaboradores para la creación de una separata cultural, «Insomnia», realizando allí tareas de coordinación, subedición y redacción hasta el cierre del suplemento.
Colaboró para otros medios uruguayos como: «Posdata folios» (2001), «Vera Donna» (2001-2002), «Riesgo País» (2003), «El País Cultural» (2004).
Ha colaborado en los libros: Mujeres uruguayas (Alfaguara, 1998), que trata sobre Juana de Ibarbourou, y en Mujeres uruguayas II (Alfaguara, 2001), sobre Concepción Silva Bélinzon.
Realizó durante 2006 la producción periodística en el programa literario de Tevé Ciudad dirigido por Aldo Garay y conducido por Elvio Gandolfo, Los libros y el viento. En ese mismo año integró la Comisión Directiva de Cinemateca Uruguaya y fue invitada por Casa de las Américas a participar de un encuentro de escritores llamado «Letras de Uruguay. De Oriente a Occidente», celebrado en Madrid.
En 2008 participó con un texto de ficción en El descontento y la promesa. Nueva/joven narrativa uruguaya editado por Trilce.
En el 2001 comienza a trabajar en Brecha, al inicio como colaboradora en las páginas literarias, después como redactora en la sección Sociedad, luego como editora de la sección, creada por ella misma, «Fuera de Lugar» y por último como editora responsable de Cultura. Formando parte actualmente del equipo de redacción estable del semanario, en sus páginas culturales.

## Obra
- 2004,  Limonada (Cal y Canto, 2004)[3]
- 1998, Mujeres uruguayas (Alfaguara, contribución)
- 2001, Mujeres uruguayas II (Alfaguara, contribución)
- 2005, La mirada escrita (Biblioteca Nacional, Facultad de Arquitectura, contribución)
- 2008, El descontento y la promesa. Nueva/joven narrativa uruguaya (Ediciones Trilce, contribución)